# 蕭世充
蕭世充（Siu Sai Chung，2006年12月5日—），生於香港，香港足球運動員，司職右後衛。曾效力於傑志體育會的青年隊。

## 外部連結
- 香港足球總會網頁球員註冊資料